# Estadio de Béisbol de Jamsil
El Estadio de Béisbol de Jamsil (en coreano: 잠실 야구장) es un estadio que se utiliza principalmente para la práctica del béisbol ubicado en la ciudad surcoreana de Seúl. Tiene una capacidad estimada para albergar a unas 30 265 personas y fue construido en el año 1982. Hace parte del llamado "Complejo Deportivo de Jamsil" del que también forma parte el estadio Olímpico de Seúl y albergó los juegos de béisbol durante los Juegos Olímpicos de 1988. Es la sede de los equipos profesionales Osos de Doosan y los Mellizos de LG, franquicias de la Organización Coreana de Béisbol.
- Datos: Q490616
- Multimedia: Jamsil Baseball Stadium / Q490616